# 18980 Johannatang
18980 Johannatang è un asteroide della fascia principale. Scoperto nel 2000, presenta un'orbita caratterizzata da un semiasse maggiore pari a 2,2695794 UA e da un'eccentricità di 0,1657528, inclinata di 3,35147° rispetto all'eclittica.